# Horní Kalná
Horní Kalná (en allemand : Ober Kalna) est une commune du district de Trutnov, dans la région de Hradec Králové, en Tchéquie. Sa population s'élevait à 366 habitants en 2022.

## Géographie
Horní Kalná se trouve à 7 km au sud-sud-est de Vrchlabí, à 21 km à l'ouest de Trutnov, à 42 km au nord-nord-ouest de Hradec Králové et à 101 km au nord-est de Prague.
La commune est limitée par Dolní Branná au nord, par Kunčice nad Labem à l'est, par Dolní Kalná au sud-est et au sud, par Čistá u Horek et Studenec à l'ouest.

## Histoire
La première mention écrite du village date de 1352.

## Galerie

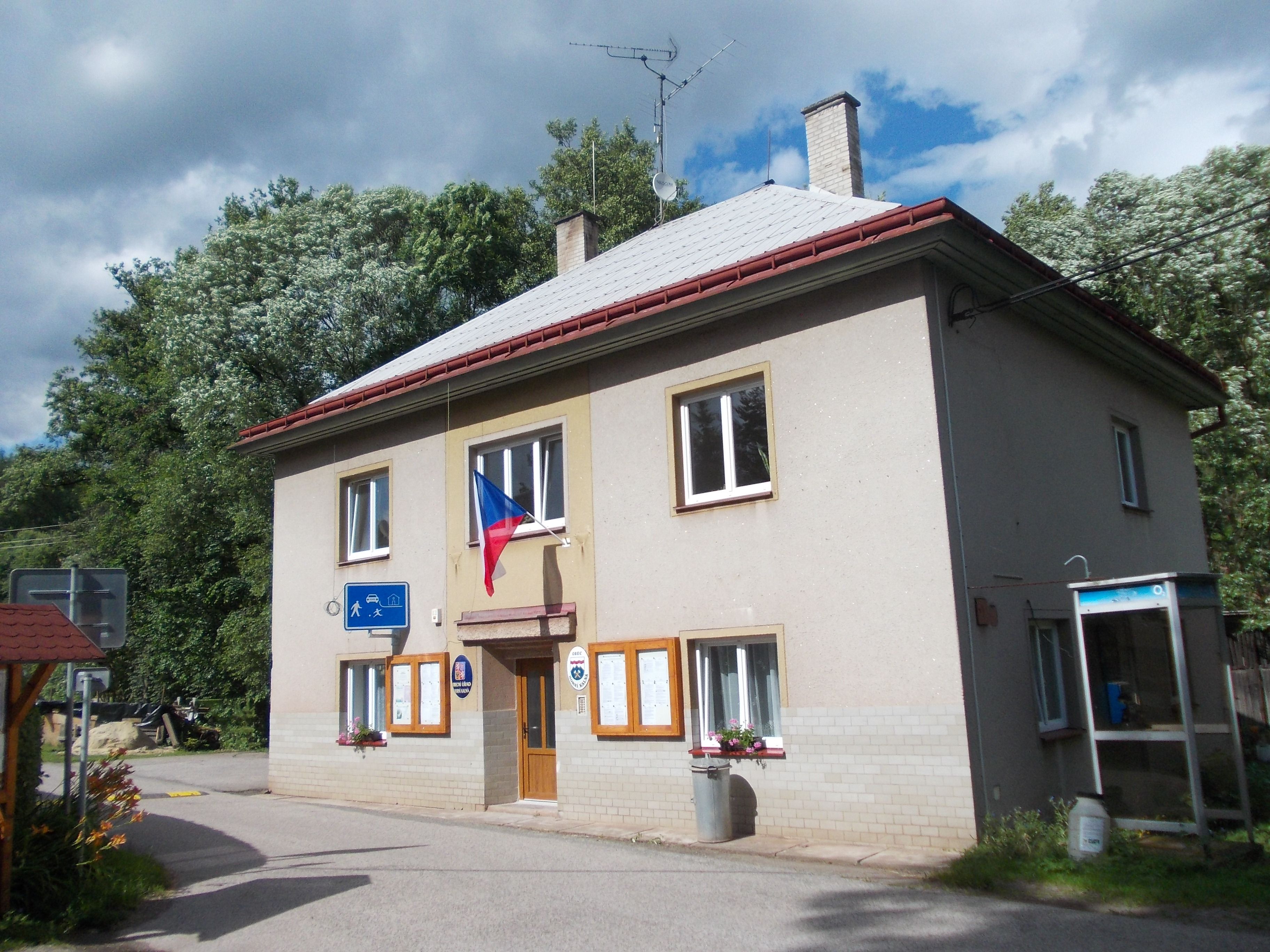
Horni Kalna : la mairie.
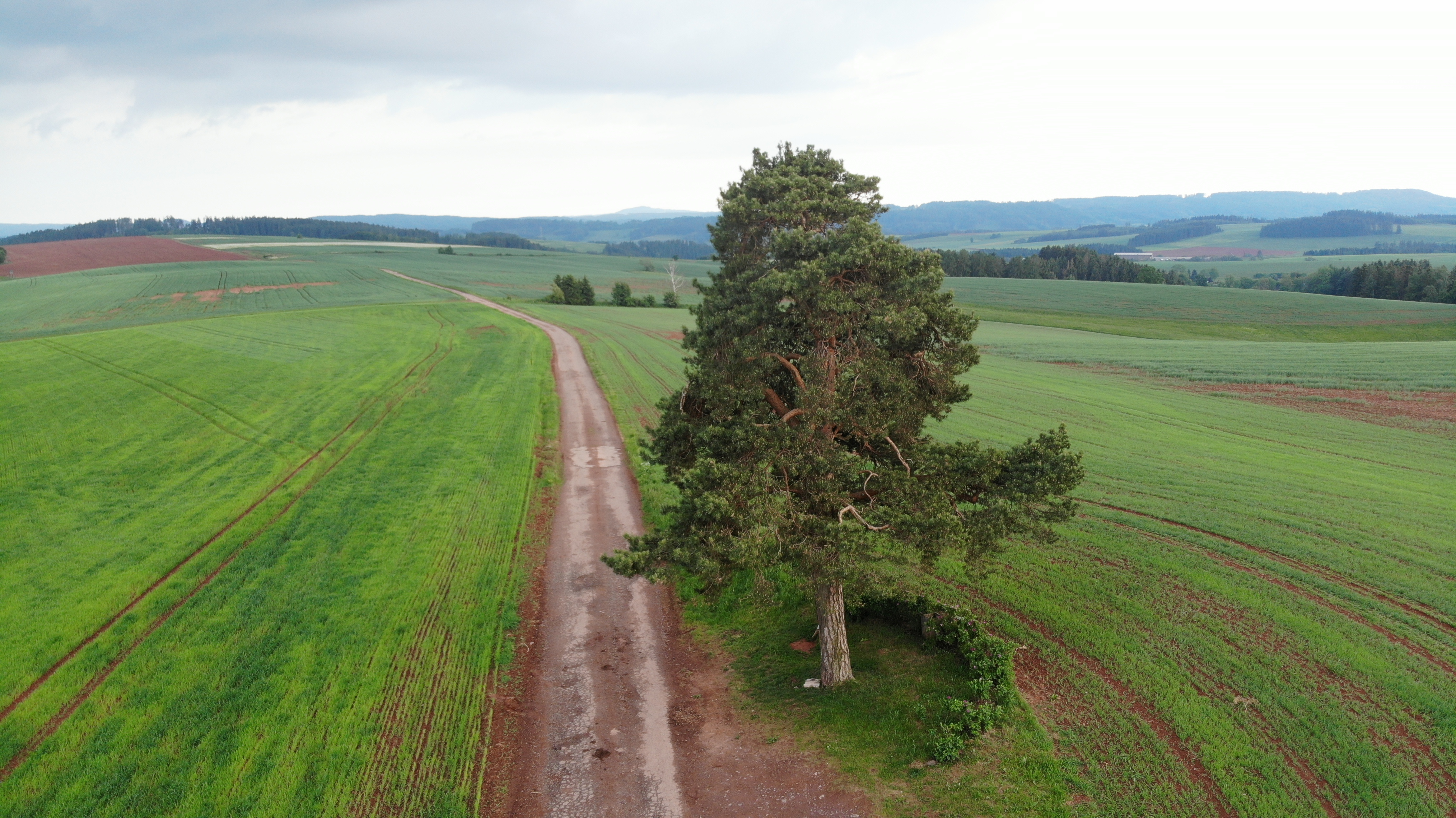
Arbre remarquable à Horní Kalná.

## Transports
Par la route, Horní Kalná se trouve à 9,6 km de Vrchlabí, à 28 km de Trutnov, à 59 km de Hradec Králové et à 126 km de Prague. 